# Poecilotheria subfusca
Poecilotheria subfusca là một loài nhện trong họ Theraphosidae. Het is de grootste soort uit het geslacht Poecilotheria: de lengte (inclusief poten) kan tot 20 cm bedragen. Ze groeien erg snel.
Loài này komt in het centrum van Sri Lanka voor (voornamelijk in de Centrale Provincie), waar hij in bomen leeft en een asymmetrisch tunnelweb bouwt. De spin kan vrij agressief reageren en heeft een vrij krachtig gif. Dit kan jeuk, braakneigingen en een stekende pijn veroorzaken.
De mannetjes zijn overwegend grijs-bruin, terwijl de volwassen vrouwtjes meestal een paarse schijn op de poten hebben.